# Passalus abortivus
Passalus abortivus (лат.) — вид сахарных жуков рода Passalus из семейства пассалиды (Passalidae). Бразилия, Венесуэла, Гайана, Колумбия, Перу, Суринам, Тринидад и Тобаго, Французская Гвиана. Среднего размера жуки, которые имеют длину около 3 см (от 28,2 до 30,6 мм), буровато-чёрные, блестящие. Клипеус скрыт под лицом, не виден дорсально, с развитыми передними углами. Граница лба с двумя вторичными медианно-фронтальными зубцами, объединенными базально. Лобные ямки опушены. Медиально-фронтальные бугорки развиты; внутренние бугорки крупные, не соединены гребнем с медиально-фронтальными бугорками, расположены на половине расстояния между срединно-фронтальной структурой (СФС, MFS) и медиально-фронтальными бугорками. Центральный бугорок СФС с несвободной вершиной, базолатеральные бугорки выражены. Антеннальная булава трехламеллярная. Вершина лацинии двузубчатая. Медиально-базальный ментум приподнят и голый. Простернальный отросток ромбовидный, резко изогнут. Мезостернальный рубец опушен, выражен, овальный. Метастернум опушен переднелатерально и в латеральной бороздке; диск отграничен точками от заднего края до середины. Плечи опушены, эпиплевры опушены в нижней части.
Тело вытянутое, уплощённое. Надкрылья в глубоких продольных желобках. Клипеус прикрыт лбом, а его передние углы расположены ниже краёв лба.